# Isole Virginy
Le isole Virginy (in russo острова Виргины; in finlandese Viirit; in svedese e tedesco Wier) sono due isole russe situate nel golfo di Finlandia, nelle acque del mar Baltico. Amministrativamente fanno parte del Kingiseppskij rajon dell'oblast' di Leningrado, nel Circondario federale nordoccidentale.

## Geografia
Le due isole Virginy sono situate nella parte centrale del golfo di Finlandia a 1,9 km di distanza l'una dall'altra. A nord-est, a 12 km, si trova l'isola Gogland, a sud Malyj Tjuters e 12 km a nord-ovest l'isolotto Rodšer. La superficie totale delle isole è di 4 ettari.

### Le isole
- Severnyj Virgin (in finlandese Länsi-Viiri; in italiano Virgin settentrionale) 59°56′42″N 26°51′45″E. Sull'isola c'è un faro.[1][2]
- Južnyj Virgin (in finlandese Itä-Viiri; in italiano Virgin meridionale) 59°55′51″N 26°53′15″E. Sull'isola c'è un labirinto rotondo di epoca incerta fatto di grandi ciottoli.[3][4] Situato ad un'altitudine di 4 m sul livello del mare, il labirinto fu descritto nel 1838-1844 dall'accademico K. E. von Baer[5][6], che era sbarcato per la prima volta sull'isola nel 1838 a causa del maltempo.[7]

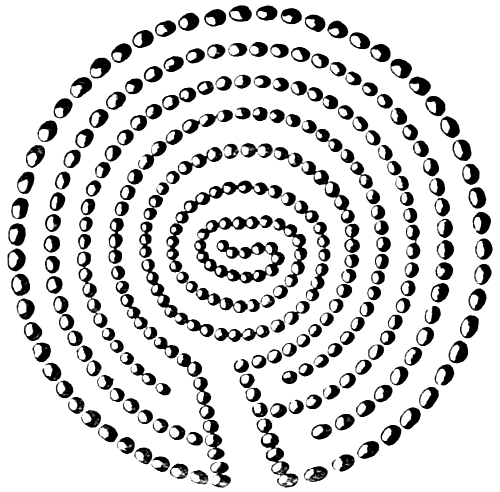
Disegno del labirinto di E. von Baer

## Storia
Le isole passarono sotto la giurisdizione della Russia nel 1743 con la pace di Åbo dopo la guerra con la Svezia. Dal 1920 al 1939 appartennero alla Finlandia. Dopo la guerra sovietico-finlandese fecero parte dell'Unione Sovietica, appartenenza ratificata dal Trattato di Parigi del 1947.